# Firefox (film)
 For alternative betydninger, se Firefox (flertydig). (Se også artikler, som begynder med Firefox)
Firefox er en amerikansk actionthriller- og science fiction-film fra 1982 med Clint Eastwood i hovedrollen. Eastwood er også instruktør og producent. Filmen er baseret på en roman af samme navn, skrevet af Craig Thomas i 1977.
Historien for filmen har den kolde krig som kulisse. Filmen foregår bl.a. i Rusland, men det var ikke muligt at bruge autentiske lokationer til indspilningen, som følge af spændinger mellem Sovjetunionen og USA i den kolde krig. I stedet brugte Eastwood og Fritz Manes' Malpaso Company Wien og andre steder i Østrig som kulisse for historiens eurasiske lokationer. Filmen blev indspillet med et budget på $21 mio., hvilket var de de højeste produktionsomkostninger nogensinde for Malpaso. Omkring $20 mio. blev brugt på forskellige specialeffekter.

## Handling
En anglo-amerikansk konspiration planlægger at stjæle det meget avancerede sovjetiske kampfly (det fiktive MiG-31, med NATO-rapporteringsnavnet "Firefox"), der kan nå Mach 6, er usynligt på radar og har tankekontrollerede våben. Den tidligere major Mitchell Gant (Clint Eastwood) fra United States Air Force, der er veteran fra Vietnamkrigen og tidligere krigsfange, infiltrerer Sovjetunionen. Han bliver hjulpet godt på vej af sine evner til at tale flydende russisk (fordi han havde en russisk mor) og et netværk af jødiske dissidenter og sympatisører, hvor tre af dem er nøglepersoner i udviklingen af kampflyet. Han mål er at stjæle Firefox-flyet og flyve det til et venligtsindet område, hvor man kan undersøge dets teknologi.
KGB har dog fået nys om operationen og er allerede på sporet af Gant. Kun ved hjælp af sympatisørerne formår Gant at være et skridt foran KGB, og han når frem til luftbasen ved Bilyarsk, hvor prototypen af Firefox-flyet befinder sig under skarp bevogtning. De systemkritiske videnskabsmænd, der arbejder med Firefox, hjælper Gant til at infiltrere basen. Dr. Pyotr Baranovich (Nigel Hawthorne), en af videnskabsmændende, informerer Gant om at der er en anden prototype i hangaren, og at den skal destrueres. Afledningsmanøvren vil tillade at Gant kan komme ind i hangaren og slippe ud med det første første Firefox-fly. Gant slår oberstløjtnant Yuri Voskov (Kai Wulff), som er den sovjetiske pilot, der skulle tage flyet på dets jomfruflyvning, ud under et besøg fra det sovjetiske førstesekretariat. Videnskabsmændene forsøger at ødelægge den anden prototype for at give Gant tid til at gøre sig klar og starte den første prototype, men det lykkes ikke for dem, og videnskabsmændene bliver dræbt af vagterne. Gant formår alligevel at komme ud af hangaren og får lift off lige før førstesekreteriatet ankommer.
Gant undgår de sovjetiske forsøg på at stoppe ham, og han når kun lige akkurat til et arktisk mødested, hvor en amerikansk ubåd venter med ham. Besætningen tanker flyet op og udstyrer det med våben. Gants beslutning om ikke at slå Voskov ihjel får dog konsekvenser, da den sovjetiske pilot flyver den anden prototype med ordre på at vente på ham ved Nordkapplateauet i Norge. Gant afslutter sit møde og flyver hjemad, da Voskov sætter jagten ind på ham. Efter en lang luftkamp formår Gant lige akkurat at affyre en af sine bagudrettede missiler mod Voskov, hvis fly bliver ødelagt, og han dør. Da han endelig er sikker på, at der ikke er flere sovjetiske styrker, der jagter ham, begynder Gant sin flyvning mod sikkerheden i Vesten.

## Medvirkende
De medvirkende i Firefox, (de primære roller) var:
- Clint Eastwood som Major Mitchell Gant
- Freddie Jones som Kenneth Aubrey
- David Huffman som Buckholz
- Warren Clarke som Pavel Upenskoy
- Ronald Lacey som Dr. Semelovsky
- Kenneth Colley som Oberst Kontarsky
- Klaus Löwitsch som General Vladimirov
- Nigel Hawthorne som Dr. Pyotr Baranovich
- Hugh Fraser som Chief Inspector Tortyev af den sovjetiske statspoliti
- Stefan Schnabel som Leonid Brezhnev
- Thomas Hill som General Brown
- Clive Merrison som Major Lanyev
- Kai Wulff som Oberstløjtnant Yuri Voskov
- Dimitra Arliss som Dr. Natalia Baranovich
- Austin Willis som Walters
- Michael Currie som Kaptajn Seerbacker
- Alan Tilvern som Air Marshal Kutuzov
- John Ratzenberger som Chief Peck
- Wolf Kahler som KGB-formand Yuri Andropov

## Produktion
Filmen er baseret på fremstillingen af den "mytiske" superfighter: MiG-31 Firefox. Den originale Firefox-fly fra romanen var kosmetisk stort set identisk med en MiG-25. Den rigtige Mikojan-Gurevitj MiG-31 "Foxhound" var også en avanceret udgave af en MiG-25. Den mere frygtindgydende udgave, der ses i filmen blev fremstillet specifikt til filmen med mange designelementer fra North American XB-70 Valkyrie. I efterfølgeren, Firefox Down!, bliver Firefox-flyet beskrevet som at matche det fra filmen. Til indspilningerne blev der lavet fire store replica udgaver af flyet samt en model i fuld størrelse, der målte 22 meter lang, 66 feet long, 14,5 m bred og 6 meter høj. Udgaven i fuld størrelsen blev bygget på et skelet fra en radiomast, og den kunne bevæge sig med 50–60 km/h.
Filmen blev vist i 1981 flere steder i verden; Wien i Østrig, Montana, Californien, London og Thule Air Base på Grønland. Luftfotografen Clay Lacy fra Hollywood fløj en Learjet i høj hastighed til at optage en scene der blev integreret i filmen.
John Dykstra brugte en ny teknik til at optage en kompleks flyscene kaldet Reverse bluescreen. Dette involverede at dække en model med fosforholdig maling og fotografere den to gange; først stærkt overbelyst med en mørk baggrund, og derefter i ultraviolet lys. Dette gjorde det muligt at få den skinnende sorte model til at blive fotograferet mens den fløj over en blå himmel, og glimte i den hvide sne, modsat den traditionelle bluescreen, som blev brugt Star Wars Episode V: Imperiet slår igen. den oprindelige skala-model blev fremstillet af Gregory Jein, og den er nu udstillet på Warner Bros. Studio Museum.
Ubådstypen Greater Underwater Propulsion Power Program med nummeret "509" er en skalamodel, der har været brugt i flere andre fjernsyns- og tv-produktioner.

## Modtagelse
Forfatteren Howard Hughes gav Firefox en negativ anmeldelse, "Se traileren, læs boge, spil spillet — bare for at undgå filmen, det er endnu en Kold hævn. I mindre grad en 'Firefox', den er mere en fuser, eller bedste fald en ulmende kalkun." Vincent Canbys anmeldelse i The New York Times indeholdt en lignende konklusion og gav ikke meget for Eastwoods manglende kontrol over plottet. "Firefox er kun ganske lidt mere spændende end den er plausibel. Det er en James Bond-film uden piger, en Superman-film uden humor." Roger Ebert gav derimod en positiv anmeldelse, og beskrev den som "en smart muskuløs thriller, der kombinerer spionage med science fiction. Filmen arbejder som en velsmurt maskine."
På filmsiden Rotten Tomatoes har Firefox en samlet score på 42% positive tilkendegivelser baseret på 12 filmanmeldelser.